# محله هوایی آندراو
محله هوایی آندراو (به انگلیسی: Andrau Airpark) یک فرودگاه با کد یاتا AAP است که یک باند فرود بتن دارد و طول باند آن ۱۴۴۷٫۸ متر است. این فرودگاه در شهر هیوستون کشور ایالات متحده آمریکا قرار دارد و در ارتفاع ۲۴٫۳۸ متری از سطح دریا واقع شده است.